# 科斯塔里卡 (南馬托格羅索州)
18°31′38″S 53°57′42″W / 18.52722°S 53.96167°W
科斯塔里卡（葡萄牙語：Costa Rica），是巴西的城鎮，位於該國西部，由南馬托格羅索州負責管轄，面積5,372平方公里，海拔高度641米，2010年人口19,695，人口密度每平方公里3.67人。